# Injera

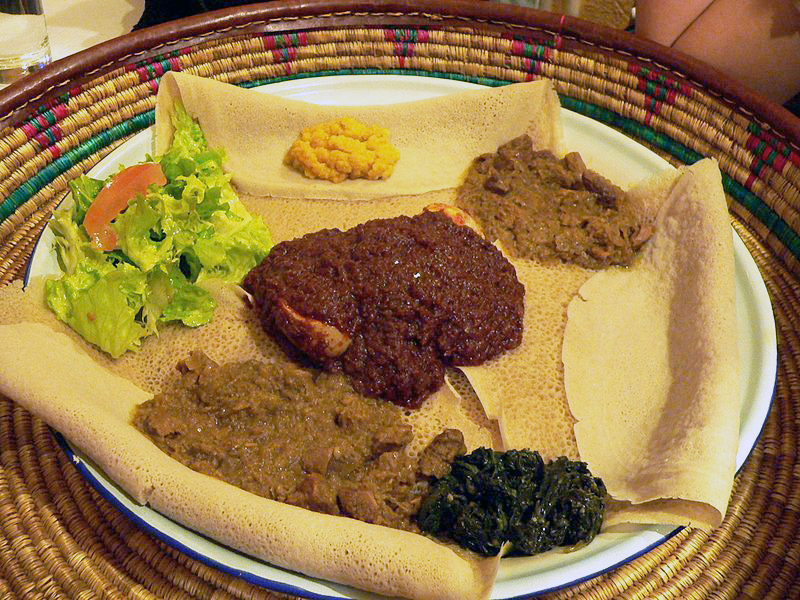
Injera med olika tillbehör.

Injera är ett traditionellt etiopiskt/eritreanskt pannkaksliknande tunnbröd. Injera äts i stort sett dagligen med till exempel en kött- eller grönsaksröra och bakas med sädesslaget teff. Teff växer framför allt i Eritrea och Etiopien. Det går att delvis ersätta med andra typer av säd. Rätten äts sedan traditionellt med höger hand.
Injera består av mjöl, vatten, olja och salt. Surdeg ger pannkakan syrlig smak och svampig konsistens. 
Injeran är från början från Etiopien/Eritrea som har denna maträtt som nationalrätt. Förekommer även i länder dit grupper från dessa länder utvandrat.